# Geschiedenis van Sittard
Dit artikel geeft een overzicht van de geschiedenis van Sittard.

## Oudste vondsten
Er zijn al sporen van zeer oude bewoning. In het gebied van de huidige gemeente Sittard-Geleen bevonden zich ooit de oudste dorpjes op wat nu het grondgebied van Nederland is. Rond 5300 v. Chr. vestigden zich hier de bandkeramiekers. Deze woonden in kleine nederzettingen met zo'n 50 tot 150 inwoners, in 5 tot 15 vrij grote huizen. Hun woningen lagen op de lössgronden nabij de Geleenbeek. Na zo'n 400 jaar hebben deze eerste bewoners, die van de landbouw leefden, deze regio weer verlaten.

## Romeinse tijd
In de Romeinse tijd hoorde het gebied dat overeenkomt met het huidige Sittard bij Neder-Germanië en viel bestuurlijk onder het district van de Cugerni, met Xanten als hoofdplaats. Er zijn sporen van verspreide bewoning uit deze tijd in dit gebied gevonden. Ook zijn er aanwijzingen dat er Romeinse villa's hebben gestaan. Na het mislukken van de Bataafse Opstand in 69-70 werd het Romeinse gezag hier weer hersteld en bleef het lange tijd rustig. Vanaf het eind van de 2e eeuw waren er steeds meer Germaanse invallen. Nadat deze eerst een paar keer waren afgeslagen, was het Romeinse gezag kort na 400 uiteindelijk toch helemaal verdwenen in dit gebied, dat vanaf toen van de Franken was.

## Vroege Middeleeuwen

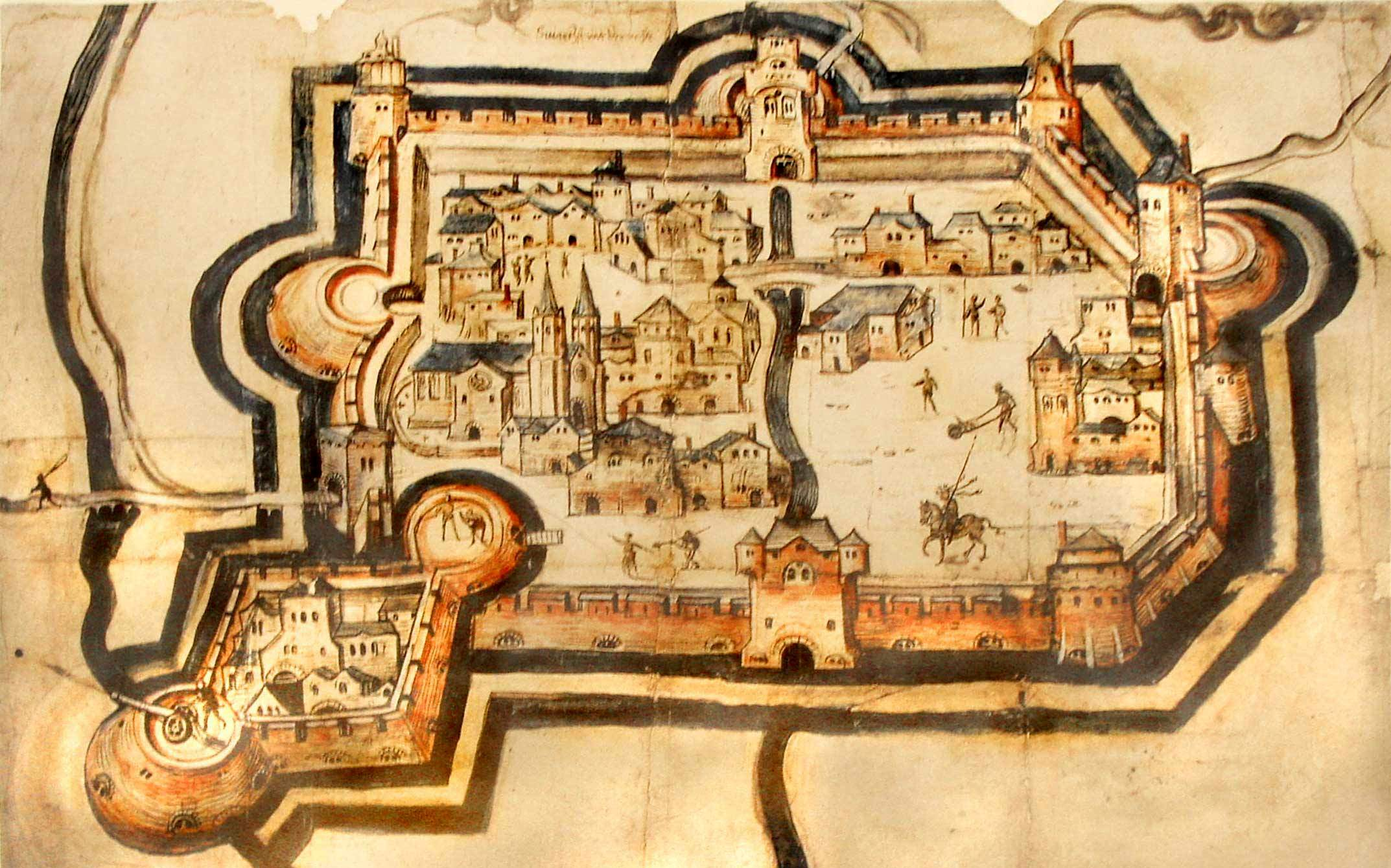
Sittard in 1538. Archief Düsseldorf

Waar nu de wijk Lahrhof is, lag een compleet grafveld met bijna 100 begravingen uit de Merovingische periode. Dit grafveld werd in 1982 ontdekt, toen de voornoemde wijk werd aangelegd. Diverse grafheuvels met een doorsnede van 18 meter hebben het terrein gemarkeerd. De Romeinen hebben in het noordelijk gedeelte vertoefd; hier zijn veel perceelafscheidingen uit de Romeinse tijd aangetroffen. Ook werd er aardewerk aangetroffen, fragmenten van kruikjes en voorraadpotten (Gotenstraat, Alemannenstraat).
Vanaf de inname door de Franken tot aan het eind van de 7e eeuw lag het gebied dat overeenkomt met het huidige Sittard aan de rand van het Frankische Rijk. Toen de hofmeiers aan de macht kwamen, verlegden zij de grenzen van dit rijk verder naar het oosten en noorden. Getuige de gevonden graven wordt aangenomen dat de eerste bewoning waaruit de latere stad zou groeien dateert uit deze zelfde periode (500-700).
Tijdens de Karolingische periode hoorde Sittard bij de Maasgouw. Toen het Frankische Rijk in 843 door het Verdrag van Verdun werd verdeeld, kwam de plaats aanvankelijk aan Midden-Francië. Vanaf 855 hoorde Sittard bij het Koninkrijk Lotharingen en uiteindelijk vanaf 925 bij het Oost-Frankische Rijk.
De oudst bekende Sittardse zaalkerken waren gemaakt van maaskeien, en deze dateren pas van rond het jaar 1000 of iets later. Niettemin wordt algemeen aangenomen dat de kerstening al eerder Sittard heeft bereikt, in de tweede helft van de 7e eeuw. Sittard ging later onder het prinsbisdom Luik vallen.
In de 11e eeuw had de nederzetting Sittard meerdere vestingwerken. Er was een kerk aan de zuidzijde en aan de noordzijde een versterkt hof inclusief een voorburcht dat was gelegen op een motte en door een gracht werd omringd. Vanaf de 12e eeuw, toen de bevolking in heel West-Europa sterk begon toe te nemen, werd ook de nederzetting Sittard sterk uitgebreid, vermoedelijk in een ovale vorm.

## 13e-14e eeuw: Limburgs en Brabants
Rond 1200 hoorde Sittard tot het oude hertogdom Limburg. In 1243 kreeg Sittard daarbinnen zijn stadsrechten van Walram van Montjoie. Vanaf dat moment had Sittard het recht om zich te beschermen met stadswallen. In deze tijd kwam er ook een nieuwe stadsuitleg. De in de 13e eeuw aangelegde wal is vermoedelijk in de 14e eeuw alweer vervangen door een muur.
Het hertogdom Limburg werd na 1288, in de nasleep van de slag bij Woeringen, ingelijfd bij het hertogdom Brabant. Walram de Rosse, die eigenlijk tot het kamp van de verliezers had behoord, werd heer van onder andere Sittard. Diens zoon Reinoud van Valkenburg zette het oorlogen voeren voort maar verloor, waarna Sittard in 1318 samen met Heerlen weer werd ingenomen door hertog Jan III. Ook in de daaropvolgende eeuwen zou Sittard een zeer wisselende en woelige geschiedenis kennen.
In 1294 schonk Walram de inwoners van Sittard vier woeste gronden voor gemeenschappelijk gebruik, als dank voor de verleende steun bij een belegering van Born.
In 1299 werd, ook dankzij Walram, het kapittel (een uitbreiding van de Sint-Petrus' Stoel van Antiochiëkerk) gesticht. Vanaf ca. 1300 vormde het nieuwe marktplein het stadscentrum. Van daaruit liepen belangrijke verbindingswegen naar andere delen van de stad, zoals de Limbrichterstraat, de Putstraat en de Paardestraat die een verbinding kreeg met de Broekpoort, een van de drie stadspoorten. 
De oudst bekende vermelding van de Oude Markt dateert van 1353. De markt moet in deze tijd zijn verplaatst naar de huidige locatie.
Er zijn aanwijzingen dat Sittard in deze periode ook lakenindustrie kende.

## 14e-17e eeuw: Guliks
De drie aan de Geleenbeek gelegen nederzettingen Ophoven, Overhoven en Leyenbroek bestonden al in de 14e-15e eeuw, maar stonden toen nog geheel los van Sittard.
In het jaar 1400 werd Sittard tezamen met Born en Susteren voor 70.000 goudgulden verkocht aan het hertogdom Gulik.
In de periode 1542-43 werd Sittard veroverd door troepen van keizer Karel V, waarbij behalve de vestingwerken ook veel gebouwen rondom de markt werden beschadigd, met name na de Slag aan de Kemperkoul. Sittard, dat op dat moment een vestingstad was, werd in 1542 na een beleg van vier dagen veroverd door de toenmalige prins van Oranje, René van Chalon, als veldheer voor keizer Karel. Behalve de vestingwerken ook veel gebouwen rondom de markt werden beschadigd, met name tijdens de Slag aan de Kemperkoul (1543). Al heel snel werd echter alweer begonnen met herbouwen.
Ook tijdens de Dertigjarige Oorlog werden de nodige vernielingen aangericht. De muren werden nu met aarde bekleed, zodat ze beter bestand waren tegen kanonskogels.
Een volgend rampjaar was 1632, toen op 8 juli de stad na een beleg van drie uur werd ingenomen. Het meest verwoestende was wel de aanval op de stad in 1677. De verwoesting was toen zo grondig dat dit definitief het einde betekende van de vesting Sittard.
In 1677, tijdens de Frans-Nederlandse Oorlog, werd Sittard door legereenheden van de Franse koning Lodewijk XIV, waaronder die van toenmalig kolonel Mélac, in diens oorlog met de Nederlandse Republiek der Zeven Verenigde Nederlanden binnen drieënhalve week bijna compleet verwoest. Nadat de stad eerst een door Mélac geëiste schatting niet kon betalen, liet die Sittard tot twee keer toe in brand steken. Bij de tweede keer werd nagenoeg de hele stad verwoest. Het raadhuis, de hervormde kerk met banmolen en de Latijnse school aan het kerkhof waren verdwenen, evenals het merendeel van de woningen. Slechts 68 woningen bleven gespaard evenals twee kloosters. Ook de Grote Kerk en de Sint-Michielskerk doorstonden de brand, maar niet zonder schade. Delen van de stadsomwalling zijn nog bewaard gebleven en worden begrensd door de voormalige schootsvelden. Hiermee eindigde Sittards bestaan als vestingstad. De stadswallen deden hierna alleen nog dienst als wandelpad.

## 18e-19e eeuw

### 1794: Franse bezetting
De stad bleef nog onder Guliks gezag tot de Franse bezetting in 1794. Op 25 september van dat jaar werd Sittard bezet door Franse troepen. In 1798 werd Sittard een kantonnale hoofdstad in het Roerdepartement van de Franse Republiek. Bij de Vrede van Lunéville in 1801 werd Sittard ook officieel bij Frankrijk gevoegd, samen met andere gebieden links van de Rijn. Dit bleef zo tot het einde van de napoleontische oorlogen.
In de 18e eeuw groeide het aantal joden in Sittard tot ca. 50. Van 1725 tot 1853 was er aan de Molenbeekstraat een van de Sittardse synagogen gevestigd.

### Nederlands, Belgisch, Duits en weer Nederlands
In 1815 kwam Sittard in eerste instantie bij het Verenigd Koninkrijk der Nederlanden, als onderdeel van de toenmalige provincie Limburg. Deze situatie zou maar 15 jaar duren. Na de Belgische Revolutie van 1830 werd Sittard aanvankelijk bij het nieuw gevormde Koninkrijk België gevoegd. De Sittardenaren verzetten zich hierna in eerste instantie hevig tegen de geplande Sittardse afscheiding van België. Vanaf 1839, na de opdeling van de oorspronkelijke provincie Limburg in een Belgische en een Nederlandse provincie, behoorde Sittard gedurende enkele decennia tot de Duitse Confederatie, als deel van het kortstondig bestaande moderne Hertogdom Limburg (met als hertog de koning der Nederlanden). De nieuwe staatsgrens met België kwam hiermee net ten westen van Sittard te liggen.  Sinds de opheffing van de Duitse Confederatie in 1867 behoort Sittard definitief tot Nederland.

### Infrastructuur
In 1839 was de provinciale weg tussen Heerlen en Sittard voltooid. In 1846 was er voor het eerst een rijksweg tussen Maastricht, Sittard en Roermond. In 1865 was ook de eerste treinverbinding tussen Maastricht, Sittard en Venlo een feit.

### Ontwikkelingen eind 19e eeuw
In 1875 kreeg het centrum er een tweede grote kerk bij, de Basiliek van Onze-Lieve-Vrouw van het Heilig Hart, in het kader van de Heilig Hartverering die ook Sittard bereikte.
In de loop van de 19e eeuw begon ook in Sittard de bevolking sterk toe te nemen. In 1889 waren er al twee keer zoveel inwoners als aan het begin van die eeuw. Ook de economie maakte aan het eind van deze eeuw een sterke opleving door. Dit was voor een groot deel ook te danken aan de opkomst van de mijnbouw, die in de eerste tijd na 1900 nog veel belangrijker werd.

## 20e eeuw-nu

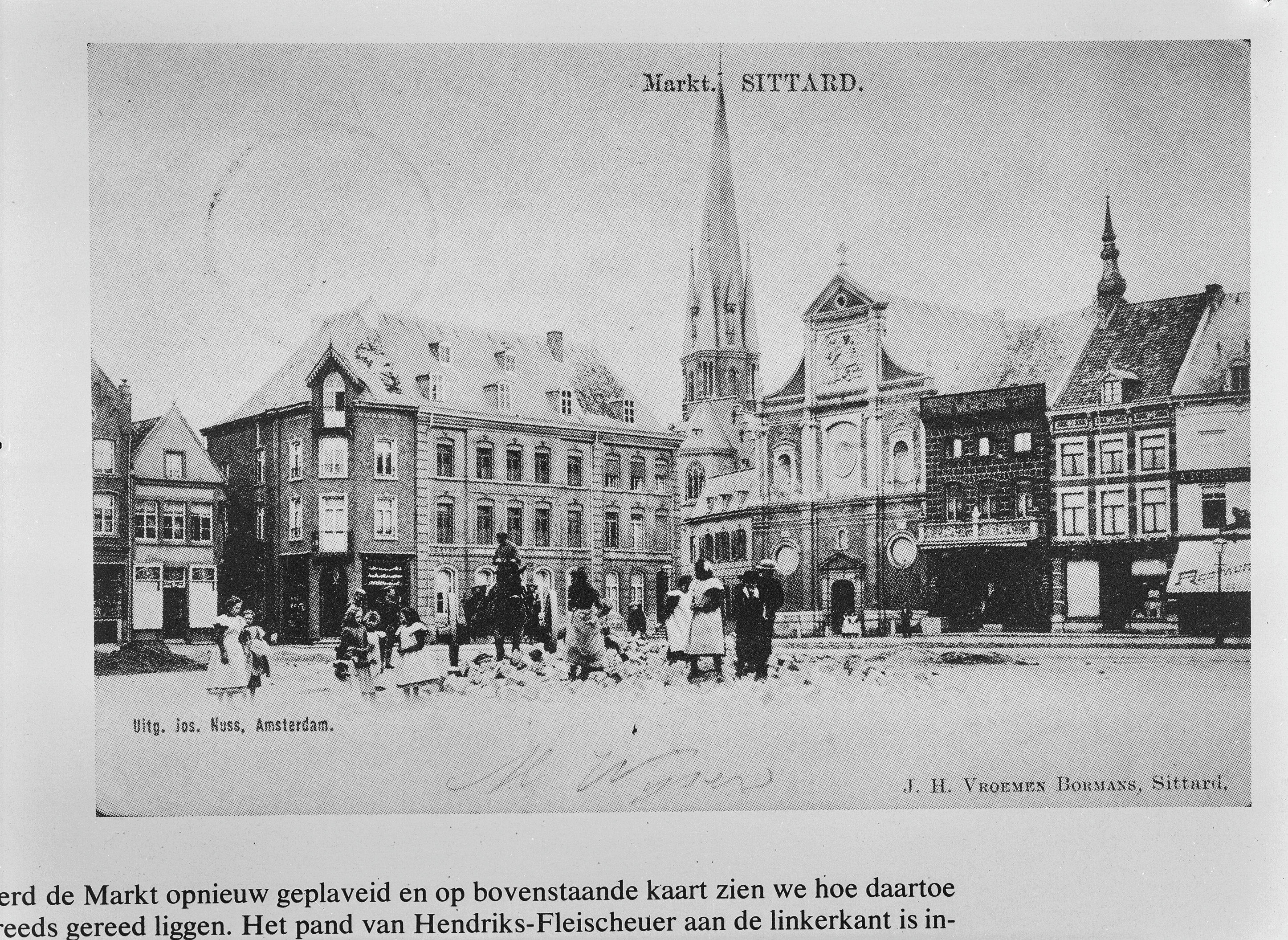
De markt van Sittard omstreeks het begin van de 20e eeuw. Tegen de achtergrond zijn de indertijd pas gebouwde basiliek en de Sint-Michielskerk te zien.

Omstreeks 1928 hadden de Gedeputeerde Staten voor het eerst plannen om Sittard samen te voegen met een aantal omliggende gemeenten. Deze plannen zijn toen niet doorgegaan nadat ze op hevig verzet waren gestuit.

### Onderwijs
Begin 20e eeuw kwamen er twee middelbare scholen: het Bisschoppelijk College Sittard en een middelbare meisjesschool van de Ursulinen, die later werd voortgezet als het Serviam Lyceum. Deze beide scholen zijn in 1998 uiteindelijk opgegaan in de Trevianum Scholengroep aan de Bradleystraat. 
In 1918 werd aan de Rijksweg-Zuid een ambachtsschool opgericht. Via allerlei fusies is hieruit in 2000 ten slotte het huidige DaCapo College voortgekomen.

### Tweede Wereldoorlog
Tijdens de Tweede Wereldoorlog werden er 120 joden uit Sittard gedeporteerd naar Auschwitz en Sobibór. Slechts enkelen van hen overleefden de oorlog, veelal door onder te duiken. Voorheen had Sittard een van de oudste Joodse gemeenschappen van Nederland gehad. Deze gemeenschap was bovendien sterk geïntegreerd met de katholieke gemeenschap en nam volop deel aan  katholiek getinte tradities (zoals carnaval), iets wat vrij ongewoon was. Omdat ook veel archieven hierover zijn beschadigd of verloren gegaan, is er hierover desondanks maar weinig bekend.
De stad zelf werd bevrijd op 18 en 19 september 1944, door troepen van de Amerikaanse 2nd Armored Division. Het front liep ten noorden en oosten van Sittard vast, waardoor de stad nog tot januari 1945 in de frontlinie zou blijven liggen. De stad leed met name in die periode veel schade en de aanhoudende Duitse beschietingen eisten veel slachtoffers. Deze periode staat plaatselijk ook wel bekend als de 'granatentijd'.
In de wijk Ophoven ligt een oorlogskerkhof met de graven van 239 soldaten van het Gemenebest die zijn gesneuveld bij de gevechten in de omgeving.

### Naoorlogse tijd
Vooral in de jaren 60 en eerste helft van de jaren 70 van de 20e eeuw werd het centrum van Sittard vanwege de economische belangen grondig gesaneerd. Veel oude gebouwen moesten wijken voor nieuwe panden. De twee synagogen in de binnenstad zijn na de oorlog afgebroken. Bedrijven als V&D, C&A, Albert Heijn en de HEMA vestigden zich. Er kwam een geheel nieuw winkelcentrum en diverse straten werden omgevormd tot winkelpromenades.
In 1980 was de bevolking van Sittard vijf keer zo groot geworden ten opzichte van 1900.
In 2001 werd de gemeente Sittard met Geleen en Born samengevoegd. Aldus ontstond de nieuwe gemeente Sittard-Geleen.